# Лаззари, Карла
Карла Лаззари (фр. Carla Lazzari, род. 19 августа 2005 года), выступающая под мононимом Карла, — молодая французская певица, финалистка пятого сезона французской версии телешоу «Голос. Дети» (октябрь — декабрь 2018 г.). В ноябре 2019 года с песней «Bim bam toi» представила свою страну на «Детском Евровидении», заняв 5-е место. Была ведущей конкурса «Детского Евровидения 2021», который проводился в Париже.
В декабре 2019 года благодаря популярной на «Ютюбе» фитнесс-блогерше Жужу́ Фитка́тс (фр. Juju Fitcats), снявшей танцевальный липсинк под «Bim bam toi» на TikTok’е, песня Карлы обрела вирусную популярность во Франции.

## Биография
Карла Лаззари из коммуны Шатонёф-Вильвьей, что недалеко от Ниццы (французский департамент Приморские Альпы).
В 2018 году приняла участие в пятом сезоне французского «Голоса. Дети», дойдя до финала.
Осенью 2019 года телекомпания France Télévisions объявила, что посылает Карлу с песней «Bim bam toi» представить страну в ноябре в Польше на «Детском Евровидении».
На «Евровидении» Карла выступала под вторым порядковым номером, после Австралии и перед Россией.
Получив 85 очков от жюри разных стран (6-й результат среди всех участников) и 84 очка от зрителей (3-й результат), со 169 очками финишировала 5-й.
В декабре 2019 года благодаря популярной фитнесс-блогерше Жужу́ Фитка́тс (фр. Juju Fitcats), снявшей на TikTok’e танцевальный липсинк под песню, которую Карла исполняла на «Детском Евровидении», эта песня обрела вирусную популярность во Франции.

## Дискография

### Студийные альбомы
| Альбом                                                                                   | Чарты | Чарты    |
| Альбом                                                                                   | FRA   | BEL (Wa) |
| ---------------------------------------------------------------------------------------- | ----- | -------- |
| L’autre moi - Дата выхода: 5 июня 2020 - Лейбл: Mercury Music Group / MHM                | 38    | 148      |
| L’autre moi (Réédition) - Дата выхода: 4 декабря 2020 - Лейбл: Mercury Music Group / MHM | —     | —        |
| Sans Filtre - Дата выхода: 27 августа 2021                                               | —     | —        |

### Синглы
| Название                                               | Год  | Чарты | Чарты    | Альбом                  |
| Название                                               | Год  | FRA   | BEL (Wa) | Альбом                  |
| ------------------------------------------------------ | ---- | ----- | -------- | ----------------------- |
| «Bim bam toi»                                          | 2019 | 111   | 13       | L’autre moi             |
| «L’autre moi»                                          | 2020 | —     | —        | L’autre moi             |
| «Siffler sur la colline» (совместно с Jonathan Dassin) | 2020 | —     | —        | Неальбомные синглы      |
| «Cœur sur toi»                                         | 2020 | —     | —        | L’autre moi (Réédition) |
| «Alors chut»                                           | 2021 | —     | —        | Sans Filtre             |
| «Summer Summer»                                        | 2021 | —     | —        | Sans Filtre             |
| «Déçue»                                                | 2022 | —     | —        | Неальбомные синглы      |
| «Bye Bye»                                              | 2022 | —     | —        | Неальбомные синглы      |

### Видеография
| Название                      | Год  | Режиссёр           |
| ----------------------------- | ---- | ------------------ |
| «Bim bam toi»                 | 2019 | SHELIS             |
| «Bim bam toi» (lyric video)   | 2020 | Rodolphe Atomistik |
| «L’autre moi» (lyric video)   | 2020 | Неизвестно         |
| «L’autre moi»                 | 2020 | SHELIS             |
| «Dans ma bulle» (lyric video) | 2020 | Неизвестно         |
| «Cœur sur toi» (lyric video)  | 2020 | Неизвестно         |
| «Cœur sur toi»                | 2020 | Kaba               |
| «Alors chut»                  | 2021 | Kaba               |
| «Summer Summer»               | 2021 | Chloé Alaoui       |